# 自衛隊群馬地方協力本部
自衛隊群馬地方協力本部（じえいたいぐんまちほうきょうりょくほんぶ、Gunma Provincial Cooperation Office）は、群馬県前橋市南町3丁目64-12に所在する、自衛隊地方協力本部のひとつ。陸・海・空自衛隊共同の機関だが、通常は陸上自衛隊の東部方面総監の指揮監督下にある。管轄する地域における防衛省・自衛隊の総合窓口として群馬県管内で活動する。

## 沿革
- 1956年（昭和31年）8月1日 - 自衛隊群馬地方連絡部が編成される[2]
- 2006年（平成18年）7月31日 - 自衛隊群馬地方協力本部に改編される

## 出先機関
- 高崎地域事務所
- 沼田地域事務所
- 前橋募集案内所
- 太田出張所

## 主要幹部
| 官職名                   | 階級   | 氏名       | 補職発令日     | 前職                               |
| ------------------------ | ------ | ---------- | -------------- | ---------------------------------- |
| 自衛隊群馬地方協力本部長 | 事務官 | 小久保勝之 | 2023年07月14日 | 防衛省近畿中部防衛局総務部総務課長 |

| 代 | 階級    | 氏名       | 在職期間                        | 出身校・期                 | 前職                                       | 後職                                                            |
| -- | ------- | ---------- | ------------------------------- | -------------------------- | ------------------------------------------ | --------------------------------------------------------------- |
| 01 | 1等陸佐 | 山田忠雄   | 1956年08月01日 - 1959年07月31日 |                            | →1958年8月1日 1等陸佐昇任                  | 北部方面総監部第1部長                                           |
| 02 | 1等陸佐 | 石井稔     | 1959年08月01日 - 1963年07月31日 | 海兵60期                   | 第9特科連隊長 兼 岩手駐屯地司令            | 陸上自衛隊業務学校付                                            |
| 03 | 2等陸佐 | 佐藤秀男   | 1963年08月01日 - 1966年03月15日 | 山梨高工                   | 陸上幕僚監部勤務 →1965年7月1日 1等陸佐昇任 | 市ヶ谷駐とん地業務隊長                                          |
| 04 | 1等陸佐 | 長尾孝     | 1966年03月16日 - 1968年07月15日 | 陸士51期・ 陸大60期        | 第4特科連隊長 兼 久留米駐とん地司令        | 東部方面総監部付 →1969年3月17日 停年退官                        |
| 05 | 1等陸佐 | 松永明     | 1968年07月16日 - 1970年03月15日 | 陸経4期                    | 陸上幕僚監部付                             | 陸上幕僚監部第4部副部長                                         |
| 06 | 1等陸佐 | 村井澄夫   | 1970年03月16日 - 1971年07月15日 | 陸士58期                   | 陸上幕僚監部第1部勤務                      | 第13普通科連隊長 兼 松本駐とん地司令                            |
| 07 | 1等陸佐 | 原勇       | 1971年07月16日 - 1973年07月15日 |                            | 東部方面総監部業務室長                     | 東部方面総監部付 →1973年10月14日 停年退官                       |
| 08 | 1等陸佐 | 齋田正次   | 1973年07月16日 - 1974年03月15日 | 日本大学                   | 札幌駐とん地業務隊長                       | 東部方面総監部総務課勤務                                        |
| 09 | 1等陸佐 | 久堀三郎   | 1974年03月16日 - 1976年03月15日 | 陸士59期                   | 陸上自衛隊幹部学校勤務                     | 統合幕僚会議事務局第4幕僚室勤務                                 |
| 10 | 1等陸佐 | 海津誠之助 | 1976年03月16日 - 1978年01月09日 | 上智大学                   | 大宮駐とん地業務隊長                       | 東北方面総監部募集課長                                          |
| 11 | 1等陸佐 | 五十嵐宏   | 1978年01月10日 - 1979年07月31日 | 東京大学 昭和28年卒        | 北部方面警務隊長                           | 北部方面総監部人事部募集課長                                    |
| 12 | 1等陸佐 | 松原茂弘   | 1979年08月01日 - 1981年07月31日 | 早稲田大学 昭和29年卒      | 中部方面総監部人事部厚生課長               | 東部方面総監部監察官                                            |
| 13 | 1等陸佐 | 大友貢     | 1981年08月01日 - 1983年03月15日 | 富士短大 昭和25年卒        | 自衛隊山梨地方連絡部副部長                 | 東部方面総監部勤務                                              |
| 14 | 1等陸佐 | 中島昭夫   | 1983年03月16日 - 1985年06月30日 | 金沢大学 昭和30年卒        | 中央調査隊長                               | 大宮駐屯地業務隊長                                              |
| 15 | 事務官  | 伊藤康成   | 1985年07月01日 - 1987年06月22日 | 早稲田大学 昭和44年卒      | 長官官房企画官 兼 長官官房総務課勤務       | 防衛局調査第2課長                                               |
| 16 | 事務官  | 斉藤一規   | 1987年06月23日 - 1989年03月31日 | 国士短大 昭和33年卒        | 海上幕僚監部総務部人事課 職員人事管理室長  | 防衛研究所総務課長                                              |
| 17 | 1等陸佐 | 池田勝     | 1989年04月01日 - 1991年03月31日 | 防大6期                    | 陸上自衛隊幹部学校学校教官                 | 第3施設団副団長                                                 |
| 18 | 1等陸佐 | 大野十覇   | 1991年04月01日 - 1993年03月31日 | 防大9期                    | 第1混成群長                                | 第2混成団副団長                                                 |
| 19 | 1等陸佐 | 乳井卓吉   | 1993年04月01日 - 1995年03月22日 | 防大14期                   | 陸上幕僚監部監理部会計課経理班長           | 陸上幕僚監部監理部会計課長                                      |
| 20 | 1等陸佐 | 山澤祥佑   | 1995年03月23日 - 1997年12月07日 | 防大12期                   | 防衛研究所所員                             | 陸上自衛隊高射学校副校長 兼 企画室長                            |
| 21 | 1等陸佐 | 師岡英行   | 1997年12月08日 - 1999年07月08日 | 防大19期                   | 陸上幕僚監部人事部人事計画課 企画班長      | 陸上自衛隊幹部学校学校教官                                      |
| 22 | 事務官  | 村上喜仁   | 1999年07月09日 - 2001年07月09日 | 中央大学 昭和58年卒        | 運用局運用企画課運用計画官                 | 防衛研究所企画室企画官 兼 防衛局防衛政策課勤務                  |
| 23 | 1等陸佐 | 上野明義   | 2001年07月10日 - 2003年07月31日 | 防大20期                   | 陸上自衛隊航空学校第1教育部長              | 中部方面航空隊長 兼 八尾駐屯地司令                              |
| 24 | 1等陸佐 | 大家洋介   | 2003年08月01日 - 2005年07月31日 | 福岡大学 昭和52年卒        | 自衛隊中央病院衛生資材部長                 | 北部方面総監部総務部長                                          |
| 25 | 事務官  | 深澤雅貴   | 2005年08月01日 - 2006年09月07日 | 中央大学 昭和63年卒        | 防衛庁長官官房運用局運用企画課             | 運用企画局事態対処課 国民保護・災害対策室長 兼 事態対処研究室長 |
| 26 | 事務官  | 田中誠一   | 2006年09月08日 - 2007年08月31日 | 中央大学 昭和55年卒        | 防衛庁長官官房広報課報道室長               | 防衛省大臣秘書官                                                |
| 27 | 1等陸佐 | 浦野重之   | 2007年09月01日 - 2009年09月15日 | 生徒17期・ 防大22期        | 陸上幕僚監部付 （OPCW出向外務事務官）      | 陸上自衛隊研究本部主任研究開発官                                |
| 28 | 事務官  | 小野真範   | 2009年09月16日 - 2011年07月31日 | 慶應義塾大学 平成3年卒     | 防衛省運用企画局事態対処課部員             | 防衛省経理装備局装備政策課付                                    |
| 29 | 1等陸佐 | 壁村正照   | 2011年08月01日 - 2013年08月31日 | 防大30期                   | 第6特科連隊長 兼 郡山駐屯地司令            | 陸上自衛隊研究本部主任研究開発官                                |
| 30 | 事務官  | 北澤直樹   | 2013年09月01日 - 2015年09月30日 | 千葉大学 昭和61年卒        | 防衛省人事教育局厚生課                     |                                                                 |
| 31 | 事務官  | 杉山浩     | 2015年10月01日 - 2017年07月31日 | 関東学院大学 昭和61年卒    | 防衛省経理装備局会計課管理班長             | 統合幕僚監部総務部総務課会計室長                                |
| 32 | 事務官  | 大塚英司   | 2017年08月01日 - 2019年07月29日 | 東京会計専門               | 防衛省大臣官房会計課管理班長               |                                                                 |
| 33 | 事務官  | 井ノ口哲也 | 2019年07月30日 - 2021年07月31日 |                            | 防衛省人事教育局給与課災害補償室長         |                                                                 |
| 34 | 事務官  | 安永琢哉   | 2021年08月01日 - 2022年07月31日 | 久留米大学                 | 防衛省人事教育局厚生課総括班長             |                                                                 |
| 35 | 事務官  | 桑畑朋子   | 2022年08月01日 - 2023年07月13日 | お茶の水女子大・ 平成7年卒 | 防衛省人事教育局厚生課 福利厚生調整官      |                                                                 |
| 36 | 事務官  | 小久保勝之 | 2023年07月14日 -                | 城西大学・ 平成9年卒       | 防衛省近畿中部防衛局総務部総務課長         |                                                                 |